# Rezerwat przyrody Odrzysko
Rezerwat przyrody Odrzysko – florystyczny rezerwat przyrody w południowo-zachodniej Polsce na Nizinie Śląskiej, w woj. dolnośląskim, gmina Wołów.
Rezerwat położony jest na pograniczu trzech mezoregionów: Pradoliny Wrocławskiej, Wysoczyzny Rościsławskiej i Obniżenia Ścinawskiego, pomiędzy Lubiążem a Glinianami, ok. 1 km na północny zachód od Lubiąża. Rozciąga się na długości ok. 3 km w dolinie rzeki Odry, po prawej stronie koryta Odry.
Rezerwat znajduje się w granicach Nadleśnictwa Wołów, w obrębie obszarów Natura 2000 PLB020008 i PLH020018 Łęgi Odrzańskie.
Obszar rezerwatu florystycznego stanowi objęty ochroną rezerwatową fragment doliny obejmujący: brzeg Odry z wysoką skarpą będącą silnie pofałdowanym grzbietem Wysoczyzny Rościsławskiej, porośniętą lasem grądowym Galio sylvatici-Carpinetum starorzecze Odry oraz lasy łęgowe z dominującym łęgiem wiązowo-jesionowym Ficario-Ulmetum minoris i bór sosnowy. Samo starorzecze jest płytkim zbiornikiem o długości około 800 m i szerokości około 30 m, stanowiącym siedlisko roślin wodnych i szuwarowych. W okresach suszy jego powierzchnia znacząco się zmniejsza, a teren ulega przesuszeniu.
Rezerwat przyrody Odrzysko został utworzony na podstawie Zarządzenia Ministra Ochrony Środowiska i Zasobów Naturalnych z dnia 18 lutego 1987 r. (M.P. z 1987 r. nr 7, poz. 54). Jest to rezerwat obejmujący lasy, wody płynące oraz grunty leśne o łącznej powierzchni 5,15 ha, utworzony dla ochrony wielu rzadkich gatunków roślin chronionych oraz naturalnych zbiorowisk leśnych. Rezerwat utworzono głównie dla ochrony stanowiska rzadkiej kotewki orzecha wodnego i wolffii bezkorzeniowej oraz wodnej paproci salwinii pływającej.
Jest to obszar o wysokich walorach przyrodniczych, zaliczany do najcenniejszych rezerwatów w dolinie całej Odry. Obszar charakteryzuje się dużą lesistością, dużą liczbą rzadkich gatunków. Brzegi meandrującej tu niegdyś rzeki mają ok. 10 m wysokości. Występuje tu mozaika biotopów, mikrośrodowisk i siedlisk: starorzecza, podmokłe łąki, a przy samej rzece namuliska. Od mozaikowości tych biotopów jest uzależniona obecność wielu gatunków roślin i zwierząt, rzadkich i zagrożonych wyginięciem.
Starorzecze porasta zróżnicowana roślinność wodna i bagienna. Na powierzchni lustra wody występują fitocenozy roślin zakorzenionych w dnie zbiornika, głównie kotewki orzecha wodnego Trapetum natantis. Znajdziemy tu również zbiorowiska roślin wolnopływających z występującym tu zespołem rzęsy drobnej i salwinii pływającej Lemno minoris-Salvinietum natantis (oba gatunki objęte ochroną gatunkową).
Obecnie starorzecze zarasta w wyniku sukcesji roślinnej. W pasie szuwarów występuje trzcina pospolita, pałka szerokolistna, manna mielec i jeżogłówka gałęzista. Na podmokłych brzegach zbiornika rosną turzyce, m.in. turzyca błotna i turzyca brzegowa.
Na terenie rezerwatu występuje bardzo rzadki zespół leśny – łęg wierzbowy w okolicy Lubiąża oraz najdalej wysunięte na północ stanowisko buczyny i związane z nią rośliny górskie. Rośnie tu także konwalia majowa oraz dzika czereśnia.
Bogaty jest również świat zwierzęcy rezerwatu i jego okolic. Na terenie rezerwatu stwierdzono występowanie ok. 40 gatunków ptaków lęgowych. Dobre warunki bytowe znalazły tu ptaki zagrożone wyginięciem. Stare koryto Odry zamieszkują łabędzie nieme, gągoły i zimorodki, polują tu błotniaki stawowe, a w lesie gniazdują dzięcioły średnie. Bogata jest fauna mniejszych ssaków. Żyją tu m.in. bobry i wydry. Na skarpie porośniętej grabami gnieździ się borsuk. Rezerwat stanowi także ostoję dużej populacji nietoperzy, m.in. nocka rudego i borowca wielkiego. Odbywają tu gody różne gatunki płazów, w tym żaba moczarowa, kumak nizinny, rzekotka drzewna i traszka grzebieniasta.

## Turystyka
Przez rezerwat przechodzi znakowany szlak turystyczny
- zielony – fragment szlaku przechodzący przez: Wołów, Dębno, Lubiąż, rezerwat Odrzysko Tarchalice i dalej. Wokół starorzecza wyznaczono "Ścieżkę przyrodniczą wokół rezerwatu Odrzysko" o długości ok. 3 km - obecnie (2021 r.) część oznakowań i paneli informacyjnych ścieżki w terenie jest zniszczona i czeka na odnowienie[3].